# Wang Zhen (inventor)

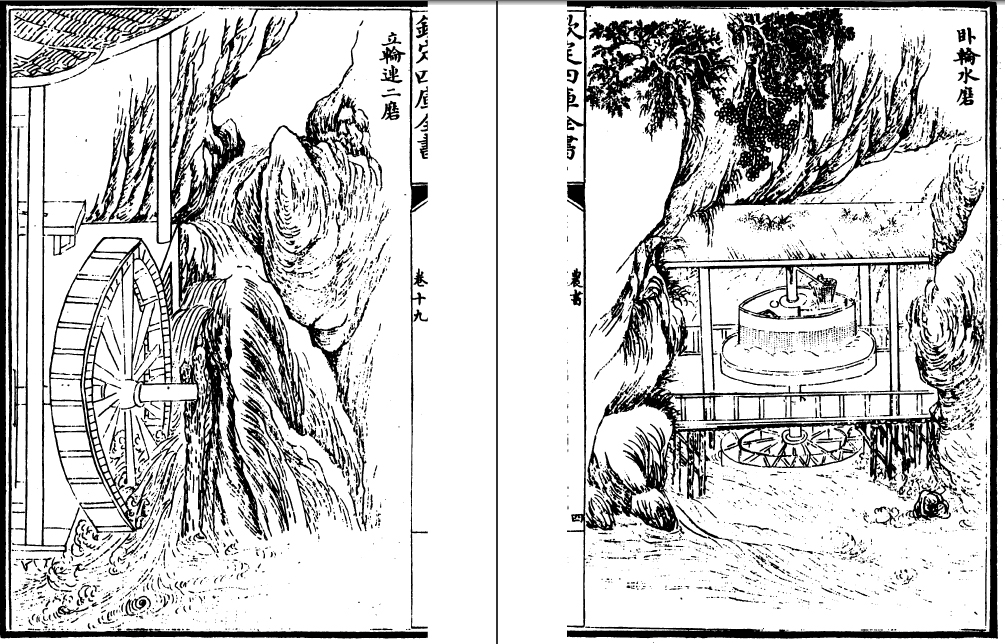
Molinos de agua en el Nong Shu, volumen 19 de Wang Zhen.

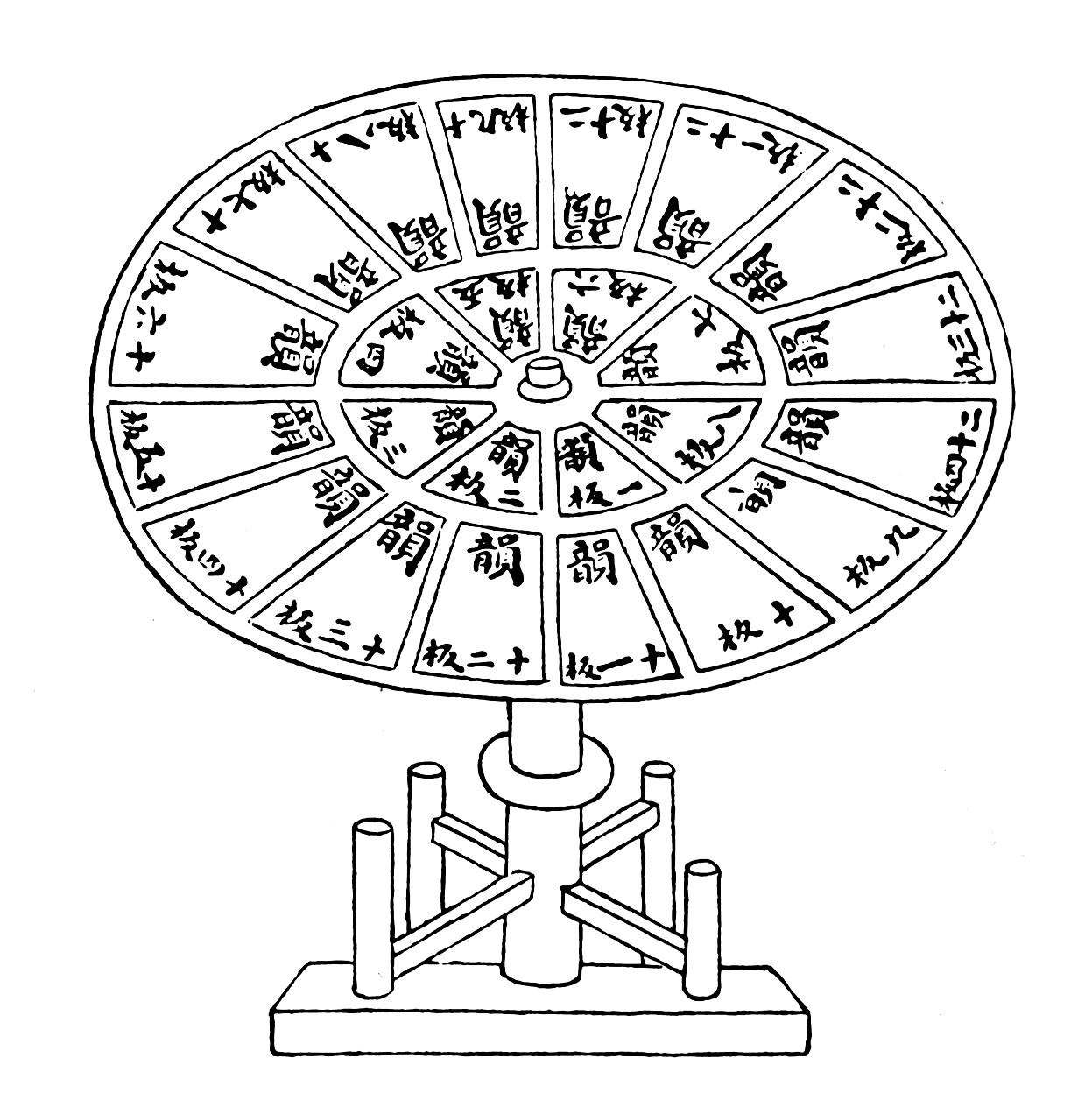
Caja tipográfica giratoria de tipos de madera con caracteres individuales móviles. Ilustración de Nong Shu, libro publicado en 1313 por Wang Zhen.

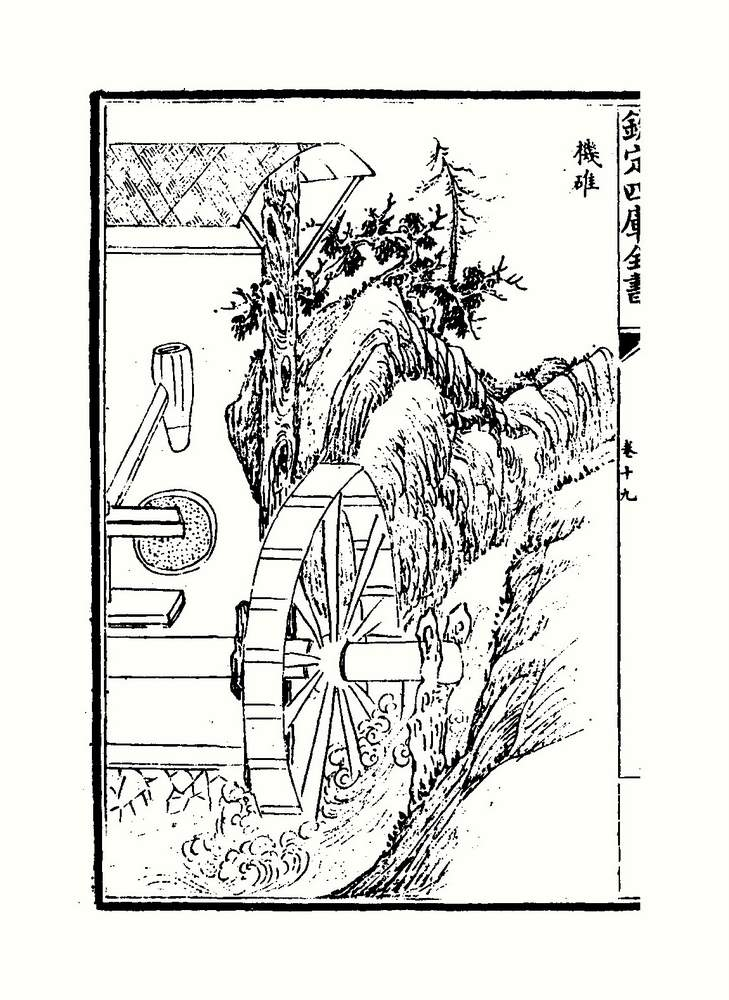
Martinete activado por un molino de agua.

Wang Zhen (chino simplificado: 王祯; chino tradicional: 王禎; pinyin: Wáng Zhēn; Wade-Giles: Wang Chen, fl. 1290-1333) fue un oficial militar, agrónomo, inventor, ingeniero mecánico, político y escritor chino de la dinastía Yuan (1271-1368). 
Fue uno de los primeros innovadores de la tecnología de impresión con tipos móviles de madera. Su tratado ilustrado de agricultura fue también uno de los más avanzados de su época, ya que abarcaba una amplia gama de equipos y tecnologías disponibles a finales del siglo XIII y principios del siglo XIV.

## Vida y obra
Wang Zhen nació en la provincia de Shandong y pasó muchos años como oficial de las provincias de Anhui y Jiangxi. De 1290 a 1301 fue magistrado de Jingde, provincia de Anhui, donde fue pionero en el uso de la imprenta con tipos móviles de madera. Los tipos móviles de madera fueron descritos en la publicación de Wang Zhen de 1313, conocida como el Nong Shu (農書), o Libro de la Agricultura. Aunque el título describe el enfoque principal de la obra, ésta incorporaba mucha más información sobre una amplia variedad de temas que no se limitaba al ámbito de la agricultura. 

### Nong Shu
El Nong Shu fue un tratado medieval muy importante que describe la aplicación y el uso de las diversas ciencias, tecnologías y prácticas agrícolas chinas. Desde fuelles accionados por agua hasta la imprenta de tipos móviles. Se considera una obra maestra descriptiva de la tecnología china medieval.
Wang escribió su obra maestra Nong Shu por muchas razones prácticas, pero también como medio para ayudar y apoyar a los campesinos indigentes de China que buscaban medios para mejorar su sustento económico frente a la pobreza y la opresión durante el periodo Yuan. Aunque la anterior dinastía Song fue un periodo de elevada cultura china y relativa estabilidad económica y agrícola, la dinastía Yuan dañó profundamente la base económica y agrícola de China durante la transición Song-Yuan. De ahí que un libro como el Nong Shu pudiera ayudar a los campesinos a maximizar la eficiencia de la producción y a aprender a utilizar diversas herramientas agrícolas para su vida cotidiana. Sin embargo, no estaba destinado a ser leído por los campesinos (que eran en su mayoría analfabetos), sino por los funcionarios locales que deseaban investigar los mejores métodos agrícolas disponibles en ese momento y que, de otro modo, los campesinos apenas conocerían.
El Nong Shu fue un libro increíblemente largo, incluso para su época, con más de 110.000 caracteres chinos escritos. Sin embargo, fue solo ligeramente mayor que el tratado agrícola chino de principios de la Edad Media, Qimin Yaoshu, escrito por el oficial Jia Sixia en 535, que tenía algo más de 100.000 caracteres chinos escritos.